# Jean Cormier
Pour les articles homonymes, voir Cormier (homonymie).
Jean Cormier, né le 25 janvier 1943 à Paris et mort le 17 décembre 2018 dans la même ville, est un journaliste, écrivain et réalisateur français d'origine basque.
Grand reporter, il a écrit plusieurs ouvrages sur le rugby à XV et Che Guevara.

## Biographie
Jean Cormier nait le 25 janvier 1943 dans le 20e arrondissement de Paris. Il entre comme grand reporter au Parisien et à Aujourd'hui en France. Il invente avec son ami Denis Lalanne le Festival Singe-Germain, un festival à Saint-Germain-des-Près, culturel et sportif, rendant hommage à Antoine Blondin. Il était un des organisateurs du Marathon des Leveurs de Coude, également à Saint-Germain-des-Près. L'événement a été créé à l’occasion de la première coupe du monde de rugby en 1987. Des équipes d'une dizaine de participants déguisés font la tournée de 42 bars du quartier après une messe en français et basque à l'église Saint-Sulpice,. Les participants se font servir du vin à chaque étape dans des tastevins qu'ils portent sur un ruban autour du cou. Cormier n'est pas seulement un journaliste sportif très proche des athlètes mais également un grand connaisseur de la révolution cubaine et des Indiens d'Amazonie. Il lui arrivait de vivre de longues périodes avec eux dans la grande forêt brésilienne.
Jean Cormier meurt le 17 décembre 2018 dans une clinique du 16e arrondissement de Paris des suites du cancer dont il était atteint.

### Famille
Jean Cormier est père d'une fille prénommée Jennifer.

## Publications
Sur le rugby
- Jean Cormier, avec Jean Denis, Georges Duthen, Jean Lacouture, Denis Lalanne, Jean-Jacques Simmler et Jean Desclaux (ill. Roger Blachon), Grand Chelem, éditions Denoël, 5 avril 1977, 144 p. (ISBN 978-2-207-22370-3).
- Les Capitaines du XV de France (Collection Les Grands du sport) de Roger Bastide, 1978, Éditions Pac
- Le Marathon : Dans la foulée du professeur Saillant d'Alain Lunzenfichter et Patrick Segal, 1981, Denoël
- Il était une fois Jean-Pierre Rives, 1985, Robert Laffont
- Jeux d'hiver, jeux d'humour, avec Avoine, 1991, Humoristes Associés
- Le Livre d'or du rugby 1992, avec Pierre Albaladejo, 1992, Solar
- Le Livre d'or du rugby 2003, avec Pierre Albaladejo, et Fabien Pelous, 2003, Solar
- Le Livre d'or du rugby, avec Pierre Albaladejo, et Imanol Harinordoquy, 2004, Solar
- Rugby : Livre d'or 2005, avec Pierre Albaladejo, et Dimitri Yachvili, 2005, Solar
- Rugby, avec Pierre Albaladejo et la préface de Jérôme Thion, 2006, Solar
- Ibanez, le rugby à bout de bras, avec Raphaël Ibanez, Frédéric Brandon, illustré par Frédéric Brandon, 2007, Rocher
- Livre d'Or du Rugby 2007, Solar
- Rugby 2008, avec Pierre Albaladejo, et Bernard Lapasset, 2008, Solar
- Livre d'or Rugby 2009, avec Pierre Albaladejo, 2009, Solar
- Pierre-Michel Bonnot, Jean Cormier, Denis Lalanne et Olivier Margot, Rugbymania : French flair attitude, Paris, éditions Solar, 10 novembre 2016, 128 p. (ISBN 978-2-263-06906-2).

Autres
- Che Guevara. Le temps des révélations, Rocher, 2017
- Che Guevara, Rocher, 2002
- Alcools de nuit, avec Antoine Blondin, Roger Bastide, 1988, Rocher
- Alcools de nuit : Cormier trinque avec Blondin et Bastide, 2007, Rocher
- Che Guevara : compagnon de la révolution, coll. « Découvertes Gallimard / Histoire » (no 272), avec Jacques Lapeyre, 2008, Gallimard
- Le Curé de Soweto, coécrit avec Mgr Emmanuel Lafont, 2011, Rocher (Éditions du).
- Gueules de Chefs, 2013, Rocher
- Blondin (en collaboration avec Symbad de Lassus), 2016, Rocher
- Che Guevara, le temps des révélations, Le Rocher, 2017, 528 p.

Préface
- Les Yeux dans les yeux, de Raphaël Ibañez, préface de Jean Cormier, postface de Philippe-Jean Catinchi, 2007, Rocher

## Exposition
- L’étoile du Che à Paris du 22 mai au 19 juin 2003[9], 150 photographies de René Burri, Chinolope, Raul Corrales, Alberto Figueroa, Alberto Korda, Liborio Noval, Roger Pic, Perfecto Romero, Osvaldo Salas et Roberto Salas.

## Cinéma
Jean Cormier a coréalisé plusieurs films :
- 1987 : Parlez-moi du Che, coréalisé avec Pierre Richard
- 1999 : Le Defi des Tembe (sur les Indiens d'Amazonie)[11]
- 2007 : Anoumalë, être et devenir wayana.

## Prix Jean-Cormier
En 2022, l'association Échanges en Tribunes et le magazine Caviar créent le Prix Jean-Cormier, prix littéraire récompensant le meilleur livre de sport francophone. Le lauréat 2023 est Mahamat Saleh Haroun.